# Битва при Косуличах
Битва при Косуличах или битва под Карачевом — сражение русско-польской войны 1654—1667 годов, произошедшее 13 (23) февраля 1664 года во время Московского похода Яна II Казимира.
После неудачной осады Глухова король подошёл к Севску, где было принято решение о прекращении похода и отступлении. Для прикрытия отступления в рейд вглубь русских земель был послан крупный отряд во главе с Александром Полубинским и Стефаном Бидзинским, в составе которого были и две тысячи крымских татар. Это воинство сошлось в бою при Косуличах с русским отрядом под началом Ивана Прозоровского, шедшего в авангарде более крупного войска Якова Черкасского. Несмотря на существенное численное превосходство противника, русские отважно сражались и нанесли войску Яна II Казимира чувствительные потери. Больше всех, как обычно, отличилась русская стрелецкая пехота, стойко отражавшая атаки противника. Узнав от пленных о численном преимуществе польско-литовско-крымского войска, Прозоровский, желая избежать большой битвы, в итоге отвёл войско к Карачеву. Отход происходил в полном боевом порядке и, как видно из участия его отряда в последующих боестолковениях, в частности, в битве под Дроковом, сильных потерь он не понёс. Полубинский, узнав от языков о приближающемся войске Якова Черкасского, дошёл лишь до Козельской засеки, после чего повернул на запад в сторону литовской границы. Его люди успели разорить несколько уездов и вывести несколько тысяч полона.
Битва при Косуличах стала самым значительным полевым сражением в зимней кампании 1663—1664 годов и повлияла на прекращение опустошительного рейда по русской территории. Сотники московских стрелецких приказов были пожалованы за бой при Косуличах «сукном аглинским».
Польские мемуаристы и историки в духе пропаганды своего времени изобразили рейд Полубинского как крайне успешный, заявив о сожжении 1500 деревень, захвате десятков тысяч полона и победе над превосходящим войском противника. По словам историка Владимира Великанова, завышение численности противника обычно имеет цель скрыть неудачный для себя исход боя.